# آندره بار
آندره بار (انگلیسی: André Bar؛ زادهٔ ۱ سپتامبر ۱۹۳۵) دوچرخه‌سوار اهل بلژیک است.